# Estação de tratamento de águas residuais de Peniche
A Estação de Tratamento de Águas Residuais de Peniche é uma dos vários sistemas de tratamento residuais do concelho de Peniche, Portugal, controlada pelos Serviços Municipalizados de Água e Saneamento do Município de Peniche, também designados por Serviços Municipalizados de Peniche ou simplesmente por SMAS de Peniche.
A ETAR está localizada perto do Cabo Carvoeiro, no sul da cidade e possuí uma capacidade de tratamento de águas de 62 mil habitantes.
Através das estações elevatórias (EE), as águas residuais são recolhidas através de sistemas de captura espalhadas nas várias localidades da região, sendo transportadas para a ETAR de Peniche, onde são expostas a várias formas de tratamento, incluindo biofiltração, desarenamento e desengorduramento. Enquanto que os efluentes são lançados no oceano após o tratamento levar a que os níveis de poluição na água estejam aceitáveis perante a lei, os resíduos sólidos são tratados e posteriormente enviados para valorização agrícola. Devido aos vários odores provocados nos processos e manuseamento dos detritos, assim como a sua localização próxima de zonas urbanas, a ETAR é completamente coberta e desodorizada, através de um sistema interno. A ETAR já passou por várias reformas desde sua criação até aos dias de hoje, especialmente após a morte de uma trabalhadora em 2007, com a reforma mais recente (aprovada e iniciada em 2019) gastando mais de 6 milhões de euros.   